# Вила Меза
Вила Меза је насеље у Италији у округу Ређо ди Калабрија, региону Калабрија.
Према процени из 2011. у насељу је живело 470 становника. Насеље се налази на надморској висини од 415 м.